# قطعنامه ۶۳۰ شورای امنیت
قطعنامه ۶۳۰ شورای امنیت سازمان ملل متحد که در تاریخ ۳۰ ژانویه ۱۹۸۹ تصویب شد، سندی بین‌المللی دربارهٔ اسرائیل-لبنان است. این قطعنامه طی نشست ۲۸۴۳ام با ۱۵ رای موافق، ۰ مخالف و ۰ ممتنع تصویب شد.